# Hechtensee (Neuses)
Der Hechtensee ist ein Baggersee in Neuses in der Kreisstadt Kronach, Bayern.
Der See befindet sich südwestlich von Neuses nahe der Rodach. Er hat eine Größe von 0,7 Hektar und wird als Angelgewässer genutzt.